# Rossie Church
Die Rossie Church ist ein Kirchengebäude nahe der schottischen Ortschaft Inchture in der Council Area Perth and Kinross. 1971 wurde das Bauwerk in die schottischen Denkmallisten in der höchsten Denkmalkategorie A aufgenommen.

## Geschichte
Im Mittelalter befand sich in Rossie ein Kloster, über das jedoch wenig bekannt ist. Im Jahre 1243 entstand am Standort eine den Heiligen Laurentius und Coman geweihte Kirche. Mit der Fusion der Kirchengemeinde mit der Inchtures wurde die Kirche 1670 obsolet und verfiel. Die Lords Kinnaird ließen die heutige Rossie Church um 1870 am selben Standort als Privatkapelle errichten.

## Beschreibung
Die Rossie Church steht isoliert rund zwei Kilometer nordöstlich von Inchture beziehungsweise nordwestlich von Longforgan. Bei dem von T. S. Robertson erbauten Gebäude handelt es sich im Wesentlichen um eine Replik der mittelalterlichen Kirche. Erhaltene Fragmente des mittelalterlichen Gebäudes wurden an der Nord- und Ostseite in die neue Struktur integriert. Bei der Tür an der Nordseite handelt es sich noch um die ursprüngliche Türe. Der längliche Bruchsteinbau weist eine Länge von 20,5 m bei einer Breite von 6,9 m auf. Das Mauerwerk besitzt eine Mächtigkeit von 85 cm. Der neogotische Dachreiter und die Strebepfeiler entsprechen vermutlich nicht dem mittelalterlichen Original. Im Innenraum finden sich zahlreiche Marmorbüsten und Monumente der Kinnairds.